# Eva Gore-Booth
Selina Laura Gore-Booth (22 de mayo de 1870 — 30 de junio de 1926) fue una poetisa y dramaturga irlandesa, además de una sufragista, trabajadora social y activista laboral comprometida.

## Infancia y activismo inicial
Gore-Booth nació en Lissadell House, en el Condado de Sligo, siendo la hermana menor de Constance Gore-Booth, quien más tarde sería conocida como la condesa de Markiewicz. Ambas hermanas crecieron en un entorno privilegiado, pero desarrollaron un fuerte sentido de justicia social y dedicaron sus vidas a ayudar a los más desfavorecidos.
Desde joven, Gore-Booth se involucró en el movimiento sufragista y, en 1890, con la ayuda de Constance, fundó una sociedad sufragista en Sligo. Sin embargo, su vida dio un giro en 1895 cuando enfermó gravemente de tuberculosis. Al año siguiente, durante su convalecencia en Italia, conoció a Esther Roper en la villa del escritor escocés George MacDonald. Roper, una activista inglesa, era secretaria de la Sociedad de Mánchester para el Sufragio de las Mujeres. En lugar de regresar a Irlanda, Gore-Booth decidió mudarse a Mánchester con Roper, de quien se había enamorado, para compartir su vida con ella.

## Lucha política y social
Instalada en Mánchester, Gore-Booth se convirtió en una destacada defensora de los derechos de las mujeres trabajadoras. Junto a Roper, trabajó en el Women's Textile and Other Workers Representation Committee («Comité de representación de las mujeres del textil y otras trabajadoras»), luchando por mejores condiciones laborales y por la representación política de las mujeres.
Su activismo se intensificó con el Alzamiento de Pascua de 1916. Gore-Booth desempeñó un papel clave en la campaña para evitar la ejecución de su hermana Constance Markiewicz, quien había sido sentenciada a muerte por su participación en la rebelión. También intentó, junto con Alice Stopford Green, obtener el indulto de Roger Casement, aunque sin éxito.
Tras la Primera Guerra Mundial, Gore-Booth y Roper se unieron al Committee for the Abolition of Capital Punishment («Comité para la abolición de la pena capital») y trabajaron activamente en la reforma del sistema penitenciario.

## Literatura y últimos años
Además de su labor política, Gore-Booth se dedicó a la poesía. Su primera obra publicada fue elogiada por Yeats, y a lo largo de su vida escribió numerosos poemas y ensayos. Con el tiempo su participación en la política se redujo, pero continuó escribiendo tanto poesía como para una revista de circulación privada llamada Urania.
Gore-Booth falleció en 1926 en su hogar de Hampstead, Londres, tras una larga enfermedad. Esther Roper la cuidó hasta el final y, tras su muerte, recopiló y publicó muchos de sus poemas con una introducción biográfica. Cuando falleció, fue enterrada junto a Gore-Booth en el cementerio St John's, en Hampstead.

## Sexualidad
La sexualidad de Gore-Booth ha sido un tema de debate entre académicos, y cada vez es más aceptado que ella y Esther Roper estaban en una relación romántica. Sin embargo, también hay gente que piensa que simplemente vivían en la misma casa.
En 1896 Gore-Booth contrajo una enfermedad respiratoria, y le dijeron que no le quedaba mucho para fallecer. Fue entonces cuando viajó a la villa de George MacDonald y su esposa en Bordighera, Italia, para recuperarse. Fue allí donde conoció a Esther Roper, quien también se estaba recuperando de una enfermedad. Formaron un fuerte vínculo y desde entonces fueron compañeras tanto a lo largo de la vida, como en su trabajo. Tras pasar un tiempo juntas en Italia, Gore-Booth sintió aun más rechazo por su privilegiada vida rural en Irlanda y se mudó al entorno urbano de Mánchester con Roper. Allí compraron una propiedad, y desde entonces participaron juntas en su activismo político tanto sexual como laboral, y como sufragistas. Aunque vivieron juntas hasta el fallecimiento de Gore-Booth, tenían habitaciones separadas y no hay forma de probar o refutar que hubieran tenido cualquier tipo de encuentro sexual entre ellas. Sin embargo, también era común en esta época que las parejas casadas (sobre todo entre la clase alta) contaran con dormitorios separados, por lo que este es un detalle superfluo. Cuatro años después de conocerse, Gore-Booth nombró a Roper como única beneficiaria de su patrimonio.
Tanto Gore-Booth como Roper trabajaron con un equipo de profesionales para fundar y editar Urania, una revista de política sexual que estuvo en circulación entre 1916 y 1940. La creación de esta revista se debe a que sus editoras se conocieron a través de un grupo revolucionario feminista conocido como la Aëthnic Union que se formó en 1911. Urania fue una revista radical que contribuyó al debate sobre la política sexual de la era del sufragio. Se creó para documentar y mejorar el progreso de la primera ola del movimiento feminista. Su objetivo era promover la eliminación total de la glorificación del matrimonio heterosexual y de las distinciones entre sexo y género. También se convirtió en un punto de referencia para aquellas personas en todo el mundo que compartían la filosofía uraniana radical de sus editores. Gore-Booth acuñó la expresión «el sexo es un accidente», en referencia a la distinción entre la biología y el género, y se utilizó para resumir la filosofía uraniana.
La revista, durante la mayor parte de su publicación, circuló de forma privada en todo el mundo, pero se enviaba de forma gratuita a toda persona que la solicitara para establecer una red y un registro de partidarios. Gore-Booth fue vista como la figura principal y fundadora de esta revista porque estaba vinculada a sus creencias feministas teosóficas. Urania contenía de ocho a dieciséis páginas entre las que se encontraban recortes de revistas, extractos e informes sobre cambios de sexo y los métodos científicos,  mujeres lesbianas en la historia, así como el desafío y la superación de las normas de género de la sociedad.
Urania informaba de las tasas de natalidad y matrimonio en todo el mundo y celebraba cuando estos números disminuían. También promovió la idea de que el amor entre personas del mismo género es el ideal, particularmente entre mujeres, y que es de naturaleza espiritual más que física. A lo largo de todo este debate, Gore-Booth fue mencionada como inspiración en Urania y sus palabras y su poesía aparecieron en diferentes números mucho después de su muerte.
Gore-Booth está enterrada junto a Roper en Hampstead, Inglaterra, y su lápida reza: «La vida que es amor es Dios».
A pesar del debate sobre su sexualidad, Gore-Booth ha sido honrada por su trabajo por la comunidad LGBT, entre otras cosas con un en su honor en el Festival de Teatro Gay de Dublín. También ha sido reconocida por el Congreso Irlandés de Sindicatos como modelo a seguir en materia LGBT y de derechos de los trabajadores.
Eva Gore-Booth apareció en un documental de TG4 de 2023 sobre "mujeres queer radicales en el corazón de la Revolución Irlandesa": Croíthe Radacacha (Corazones Radicales). También se hacía mención a Cumann na mBan, Kathleen Lynn y Madeleine ffrench-Mullen (también consideradas pareja sentimental), Margaret Skinnider y Nora O'Keeffe, (consideradas igualmente pareja sentimental).

## Reconocimiento póstumo

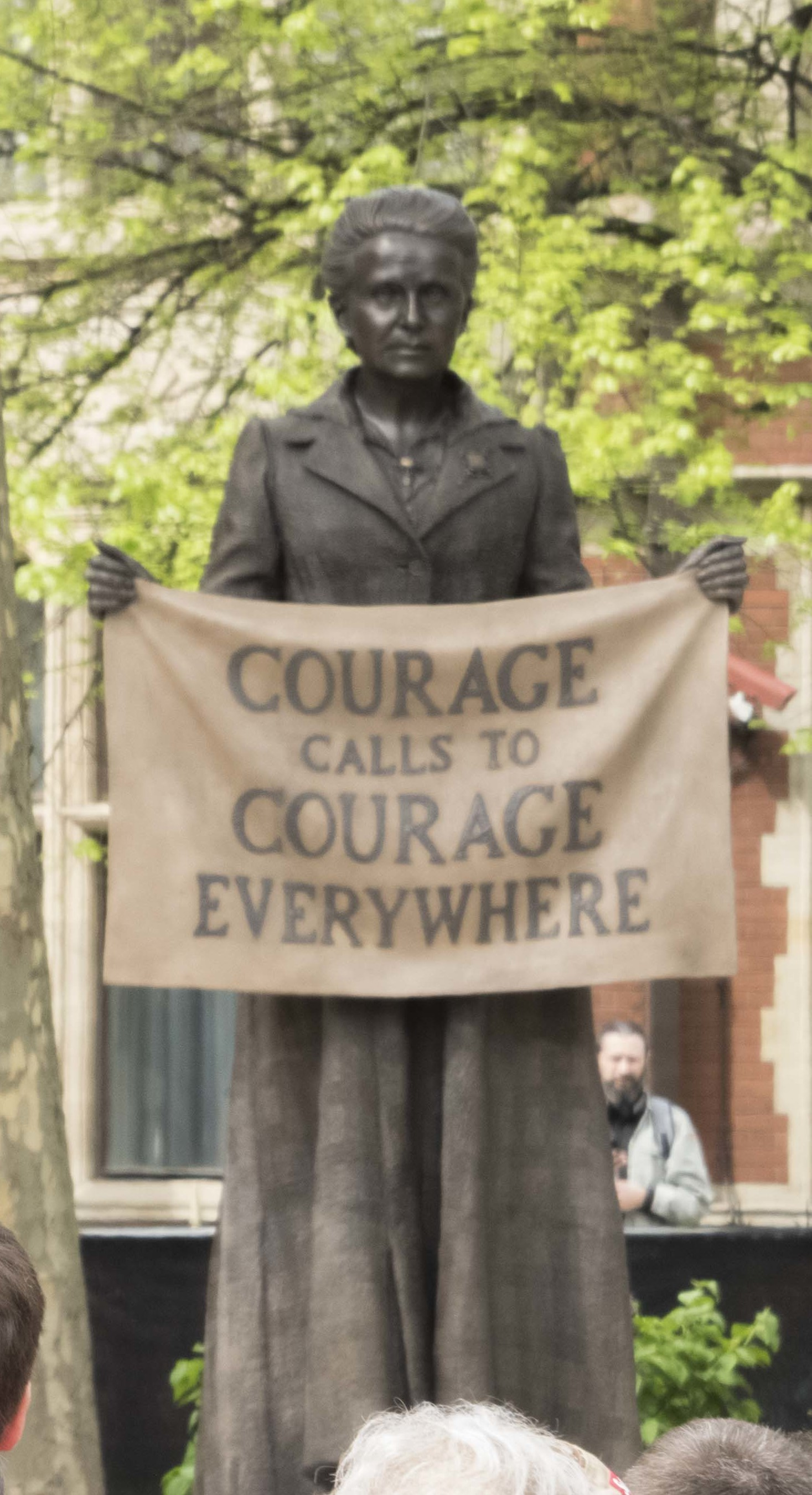
Fotografía tomada durante la inauguración de la estatua de Millicent Fawcett en Londres.

Su nombre y su foto, junto a los de otras 58 defensoras del sufragio femenino, están en el pedestal de la estatua de Millicent Fawcett de Parliament Square, Londres, inaugurada en 2018.

## Obras seleccionadas
- Poems (1898)
- Unseen Kings (1904)
- The One and the Many (1904)
- The Three Resurrections and The Triumph of Maeve (1905)
- The Egyptian Pillar (1907)
- The Sorrowful Princess (1907)
- The Agate Lamp (1912)
- Whence Come Wars? (1914)
- Religious Aspects of Non-Resistance (1915)
- The Perilous Light (1915)
- The death of Fionavar from The Triumph of Maeve (1916)
- Rhythms of Art (1917)
- The Tribunal (1917)
- Broken Glory (1918)
- The Sword of Justice: A Play (1918)
- A Psychological and Poetic Approach to the Study of Christ in the Fourth Gospel (1923)
- The Shepherd of Eternity and other Poems (1925)
- The House of Three Windows (1926)
- The Inner Kingdom (1926)
- The World's Pilgrim (1927)
- The Buried Life of deirdre (1930)